# Пилат выводит Христа к народу (картина Массейса)
«Пилат выводит Христа к народу» (исп. Cristo presentado al pueblo) — картина фламандского живописца Квентина Массейса, написанная в 1518—1520 годах. Картина находится в музее Прадо в Мадриде.

## Описание
На картине изображён Пилат, который выводит Христа на балкон иерусалимской претории. Всё пространство заполнено фигурами и элементами архитектуры. Массейс изображает эту сцену в ракурсе снизу, как бы помещая зрителя на одном уровне с публикой, собравшейся на суд, и превращая зрителя в свидетеля этой картины. К напряжённому пространственному решению композиции добавляется реализм в портретной прорисовке иудеев и солдат, доходящий до гротеска, и носящий явно сатирический оттенок. Спокойным выглядит только Иисус и Пилат, но безразличие наместника контрастирует с выражением смиренного страдания на лице Иисуса. На заднем плане — скульптурная группа, символизирующая Милосердие.